# Benjamin Pech
Benjamin Pech (Béziers, 3 aprile 1974) è un ex ballerino francese, danseur étoile del balletto dell'Opéra di Parigi dal 2005 al 2016.

## Biografia
Benjamin Pech ha cominciato a danzare all'età di otto anni e a quattordici è stato ammesso alla scuola di danza dell'Opéra di Parigi. Nel 1992 si è unito al corps de ballet del balletto dell'Opéra di Parigi, dove ha avuto una rapida carriera: nel 1994 è stato promosso a coryphée, nel 1997 a solista e nel 1999 a primo ballerino della compagnia. Nel settembre del 2005 è stato proclamato danseur étoile durante una tournée del balletto dell'Opéra di Parigi a Shanghai.
Nel corso della sua carriera ha danzato molti dei maggiori ruoli maschili del repertorio, tra cui Siegfried ne Il lago dei cigni, Romeo in Romeo e Giulietta, Basilio in Don Chisciotte, Désiré e l'uccello blu ne La bella addormentata, Solor e l'Idolo d'oro ne La Bayadère, Franz in Coppelia, Albrecht in Giselle e Lucien in PaquitaPaquita. Ha dato il suo addio alle scene nel 2016.